# Judo-Weltmeisterschaften 1985
Die 13. Judo-Weltmeisterschaften 1985 fanden vom 26. bis zum 29. September in der südkoreanischen Hauptstadt Seoul statt. Es war die letzten Weltmeisterschaften, bei denen nur Männerwettbewerbe ausgetragen wurden.

## Ergebnisse

### Männer
| Gewichtsklasse                 | Gold               | Silber              | Bronze                                 |
| ------------------------------ | ------------------ | ------------------- | -------------------------------------- |
| Superleichtgewicht (bis 60 kg) | Shinji Hosokawa    | Peter Jupke         | Chasret Tlezeri Tamás Bujkó            |
| Halbleichtgewicht (bis 65 kg)  | Juri Sokolow       | Lee Kyung-keun      | Stefen Gawthorpe Yoshiyuki Matsuoka    |
| Leichtgewicht (bis 71 kg)      | Ahn Byeong-keun    | Mike Swain          | Steffen Stranz Wiesław Błach           |
| Halbmittelgewicht (bis 78 kg)  | Nobutoshi Hikage   | Torsten Bréchôt     | Neil Adams Wladimir Schestakow         |
| Mittelgewicht (bis 86 kg)      | Peter Seisenbacher | Georgi Petrow       | Witali Pesnjak Fabien Canu             |
| Halbschwergewicht (bis 95 kg)  | Hitoshi Sugai      | Ha Hyung-joo        | Robert Van de Walle Günther Neureuther |
| Schwergewicht (über 95 kg)     | Cho Yong-chul      | Hitoshi Saitō       | Grigori Weritschew Dimitar Saprjanow   |
| Offene Klasse                  | Yoshimi Masaki     | Mohamed Ali Rashwan | Willy Wilhelm Chabil Biktaschew        |

## Medaillenspiegel
| Rang | Land                   | Gold | Silber | Bronze | Gesamt |
| ---- | ---------------------- | ---- | ------ | ------ | ------ |
| 1    | Japan                  | 4    | 1      | 1      | 6      |
| 2    | Südkorea               | 2    | 2      | –      | 4      |
| 3    | Sowjetunion            | 1    | –      | 5      | 6      |
| 4    | Österreich             | 1    | –      | –      | 1      |
| 5    | BR Deutschland         | –    | 1      | 2      | 3      |
| 6    | Bulgarien              | –    | 1      | 1      | 2      |
| 7    | Vereinigte Staaten     | –    | 1      | –      | 1      |
| 7    | DDR                    | –    | 1      | –      | 1      |
| 7    | Ägypten                | –    | 1      | –      | 1      |
| 10   | Vereinigtes Königreich | –    | –      | 2      | 2      |
| 11   | Ungarn                 | –    | –      | 1      | 1      |
| 11   | Polen                  | –    | –      | 1      | 1      |
| 11   | Frankreich             | –    | –      | 1      | 1      |
| 11   | Belgien                | –    | –      | 1      | 1      |
| 11   | Niederlande            | –    | –      | 1      | 1      |
|      | Total                  | 8    | 8      | 16     | 32     |